# Through My Words
"Through My Words" je četvrta pjesma s albuma Metropolis Pt. 2: Scenes from a Memory (izdan 1999. godine) američkog progresivnog metal sastava Dream Theater. Osim na studijskom izdanju, pjesma je još uključena u uživo izdanje Live Scenes from New York i DVD video izdanje Metropolis 2000: Scenes from New York. 

## Izvođači
- James LaBrie - vokali
- John Petrucci - električna gitara
- John Myung - bas-gitara
- Mike Portnoy - bubnjevi
- Jordan Rudess - klavijature

## Vanjske poveznice
- www.dreamtheater.net
- Službene stranice sastava Dream Theater - album Scenes from a Memory  Arhivirana inačica izvorne stranice od 23. prosinca 2008. (Wayback Machine)